# Svarttjärnen (Hackås socken, Jämtland, 696776-144466)
Svarttjärnen är en sjö i Bergs kommun i Jämtland och ingår i Ljungans huvudavrinningsområde.